# 新宮奇病

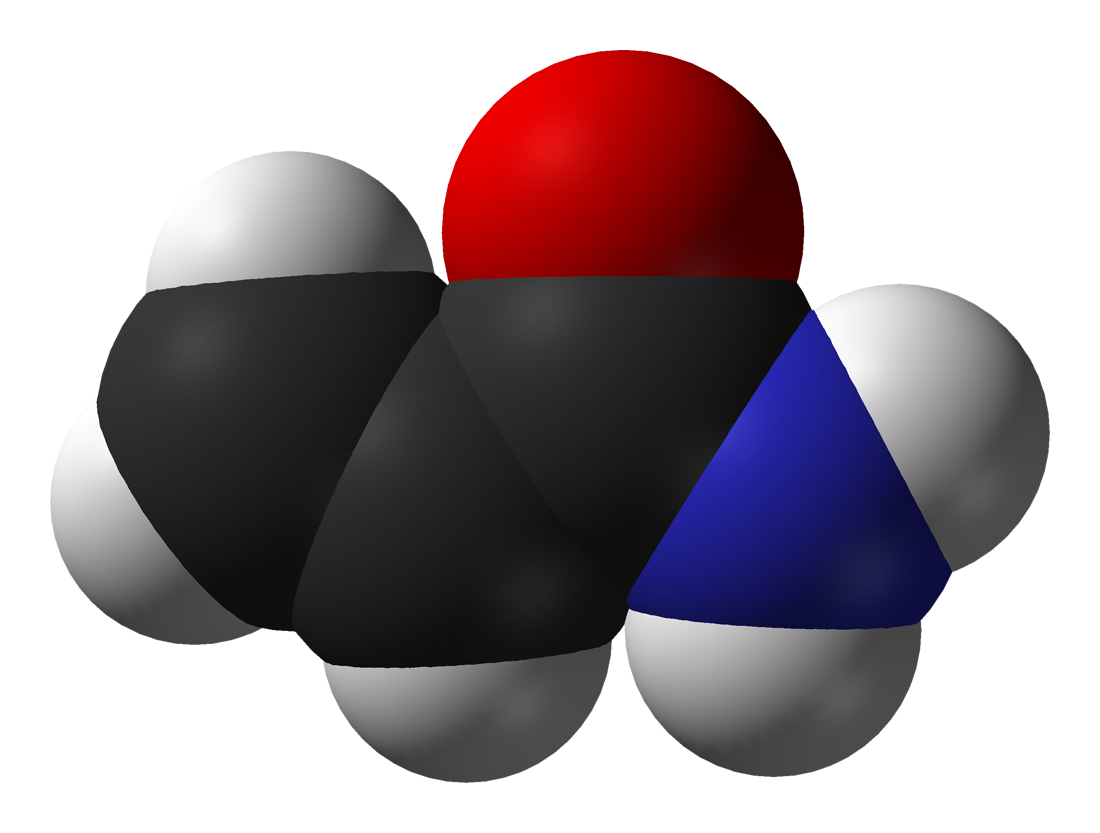
汚染物質であるアクリルアミド

新宮奇病（しんぐうきびょう）とは、1974年（昭和49年）3月、福岡県糟屋郡新宮町で発生した水質汚濁事件。アクリルアミドモノマーにより井戸水が汚染され、飲用した住民が中毒症状を呈した。

## 概要
アクリルアミドは毒性の強い劇物であり、水に溶けやすい。近所で行われた土木工事でアクリルアミドモノマーを含む凝固剤が使用されており、これが井戸水に混入した。その井戸水を飲用したことが原因で一家5人が神経症状を呈し、幻覚や麻痺、運動失調、月経不順などが発生した。そのためこの事件は大きく報道され、アクリルアミドモノマーの大幅な規制強化につながった。
症状としては「孫悟空が飛んでいる」、たばこの煙を見て「火事だ!」などという激しい幻覚症状が現れ、運動失調をきたし、一家全員が次々と倒れて入院した。また当時40歳だった女性は月経が来なくなり、麻痺が改善されるまで半年以上かかっている。

## その後
この事件を契機に、アクリルアミドモノマーの規制は強化されることとなったが、アクリルアミドポリマーは現在も凝固剤の成分として使用されている。
2019年には、日本軽金属の関連会社がアクリルアミドポリマーを含む凝固剤を使用した後の汚染汚泥を不法投棄していたことが判明し、サクラエビの不漁との関連性が指摘されている。